# Bela Duarte
Bela Duarte là một nghệ sĩ đến từ Cabo Verde, sinh ra ở đảo São Vicente và được nghiên cứu về nghệ thuật trang trí tại Lisbon, Bồ Đào Nha. Trong cuộc Cách mạng Hoa cẩm chướng Bồ Đào Nha năm 1974, bà trở lại Cape Verde ở Mindelo, cùng với Manuel Figueira và Luísa Queirós, bà đã tạo ra Cooperativa da resistência (Hợp tác xã kháng chiến). Bà nhìn thấy nghiên cứu dân tộc học, về nghệ thuật và thủ bàng và các tác phẩm từ Quần đảo Cape Verde, khiến ngày nay nó trở thành người vĩ đại nhất trong quần đảo.
Maison Duarte đã thực hiện các tác phẩm của mình và vẽ bằng dầu và acrylic, nhà sản xuất batik, vải và một cái khác. Năm 1992 cùng với Luisa Queiros được tạo ra trong một phòng trưng bày ở Mindelo "azul + azul = verde" cho batik, nghề thủ bàng và nghệ sĩ.
Vào những năm 1970, Maison Duarte đã diễn ra thành bàng trong nhiều triển lãm nghệ thuật ở Cape Verde, Brussels, Bồ Đào Nha, Paris và Hoa Kỳ. Đối với tác phẩm batik của bà vào năm 1995, bà đã được viện văn hóa quốc gia nhận giải thưởng Fonte Lima bị đổi tên.